# Cornelis van Cleve

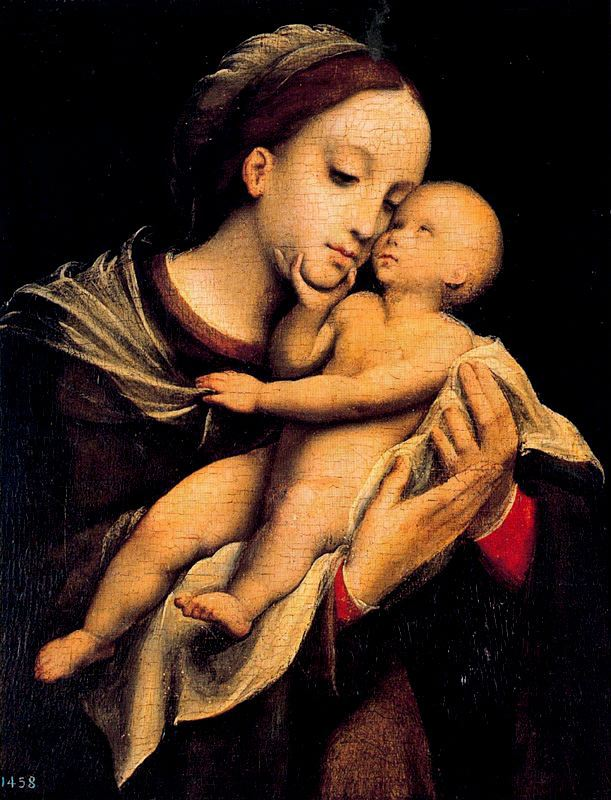
Virgen con el Niño, óleo sobre tabla, 26 x 23 cm, Madrid, Museo del Prado.

Cornelis van Cleve o Cleef, llamado Sotten Cleef —el Loco Cleef— (Amberes, 1520-1567) fue un pintor manierista flamenco.
Hijo probablemente de Joos van Cleve y su discípulo, contrajo matrimonio en 1546 con Anna Aerts. Los rasgos leonardescos de algunas de sus pinturas, en gran medida imágenes de la Virgen y el Niño, junto con las influencias de Rafael y Andrea del Sarto han hecho pensar en un temprano viaje a Italia no documentado.
Karel van Mander, que lo llama «Joos van Cleve el Loco, excelente pintor de Amberes», sin llegar a confundirlo con el padre, cuenta que «en la época en que Felipe, rey de España, se casó con María de Inglaterra [1554] Joos van Cleve viajó a la Gran Bretaña con la esperanza de vender sus obras al rey, valiéndose de la mediación de su pintor (Antonio Moro)», pero como al mismo tiempo llegaron a Inglaterra algunas pinturas de Tiziano que entusiasmaron a Felipe, no pudo lograr su propósito viéndose afectada su mucha vanidad de tal modo que «cayó en la histeria, pretendiendo que sus obras no tenían parangón con las de nadie», hasta perder completamente la razón, lo que Van Mander aprovecha para discurrir acerca de lo necesaria que es la ambición para los artistas, sin la que no conseguirían el éxito en sus empresas, siempre que se mueva dentro de unos límites racionales y esté «atemperada por un justo conocimiento de sí mismo».